# 1055年
| 千纪： | 2千纪 |
| 世纪： | 10世纪 \| 11世纪 \| 12世纪                                                                                               |
| 年代： | 1020年代 \| 1030年代 \| 1040年代 \| 1050年代 \| 1060年代 \| 1070年代 \| 1080年代                                         |
| 年份： | 1050年 \| 1051年 \| 1052年 \| 1053年 \| 1054年 \| 1055年 \| 1056年 \| 1057年 \| 1058年 \| 1059年 \| 1060年               |
| 纪年： | 乙未年（羊年）；契丹重熙二十四年，清宁元年；北宋至和二年；西夏福聖承道三年；大理政安三年；越南龍瑞太平二年；日本天喜三年 |

## 大事记
- 8月28日——遼興宗耶律宗真長子耶律洪基繼任遼國第八位皇帝，是為遼道宗。
- 塞爾柱土耳其攻陷巴格達，滅亡白益王朝，解除了哈里發的政治權力，僅保有宗教首領的地位，塞爾柱土耳其掌控阿拔斯王朝。
- 屈野河西地事件

## 逝世
- 1月11日——君士坦丁九世（約1000年－1055年，55岁），東羅馬帝國皇帝。
- 2月27日——晏殊，北宋前期著名婉約派詞人，與歐陽修並稱「晏歐」。
- 8月28日——遼興宗耶律宗真，遼國第七位皇帝。
- 11月5日——呂公綽，北宋宰相呂夷簡長子，呂公弼、呂公著、呂公孺兄。